# Holger Rasmussen (etnolog)
 Der er flere personer med dette navn, se Holger Rasmussen.
Holger Rasmussen (født 8. april 1915, død 6. januar 2009) var en dansk etnolog.
Holger Rasmussens voksede som søn af en fiskerbonde på halvøen Reersø.
Han blev i 1968 dr.phil. på afhandlingen Limfjordsfiskeriet før 1825.
I 1946 blev han museumsinspektør ved Nationalmuseets Afdeling for Nyere Tid, fra 1959 til 1985 afdelingens leder.

## Forfatterskab
- "Vel kaldes det tilsammen Limfjorden" (kronik i Skalk 1966, Nr 5; s. 18-27)
- "Limfjordsfiskeriet før 1825. Sædvane og centraldirigering" (Nationalmuseet, Folkelivs studier 2; København 1968)
- "Indledning" (til dansk fiskeri før industrialiseringen; Nationalmuseet; København 1975; ISBN 87-480-0072-8)
- "Vodfiskeri" (i dansk fiskeri før industrialiseringen; Nationalmuseet; København 1975; ISBN 87-480-0072-8)

### På internettet
- "Sildetælling og sildemåling i Aalborg"; Handels- og Søfartsmuseets årbog 1966; s. 225-237 Arkiveret 10. januar 2015 hos  Wayback Machine